# Kostel svatého Štěpána (Bratislava)
Kostel svatého Štěpána v Bratislavě při klášteře kapucínů je soubor sakrálních staveb nacházejících se na Župním náměstí v Bratislavě, v historické části Staré Mesto (Bratislava).
Kapucínský komplex v Bratislavě patří k významným stavebním památkám. Zajímavý je svou historií, jedinečnými architektonickými formami a interiérovým vybavením, odrážejícím řádové zvyklosti, jak i uměleckými díly, jejich autorskými a ikonografických souvislostmi.

## Dějiny

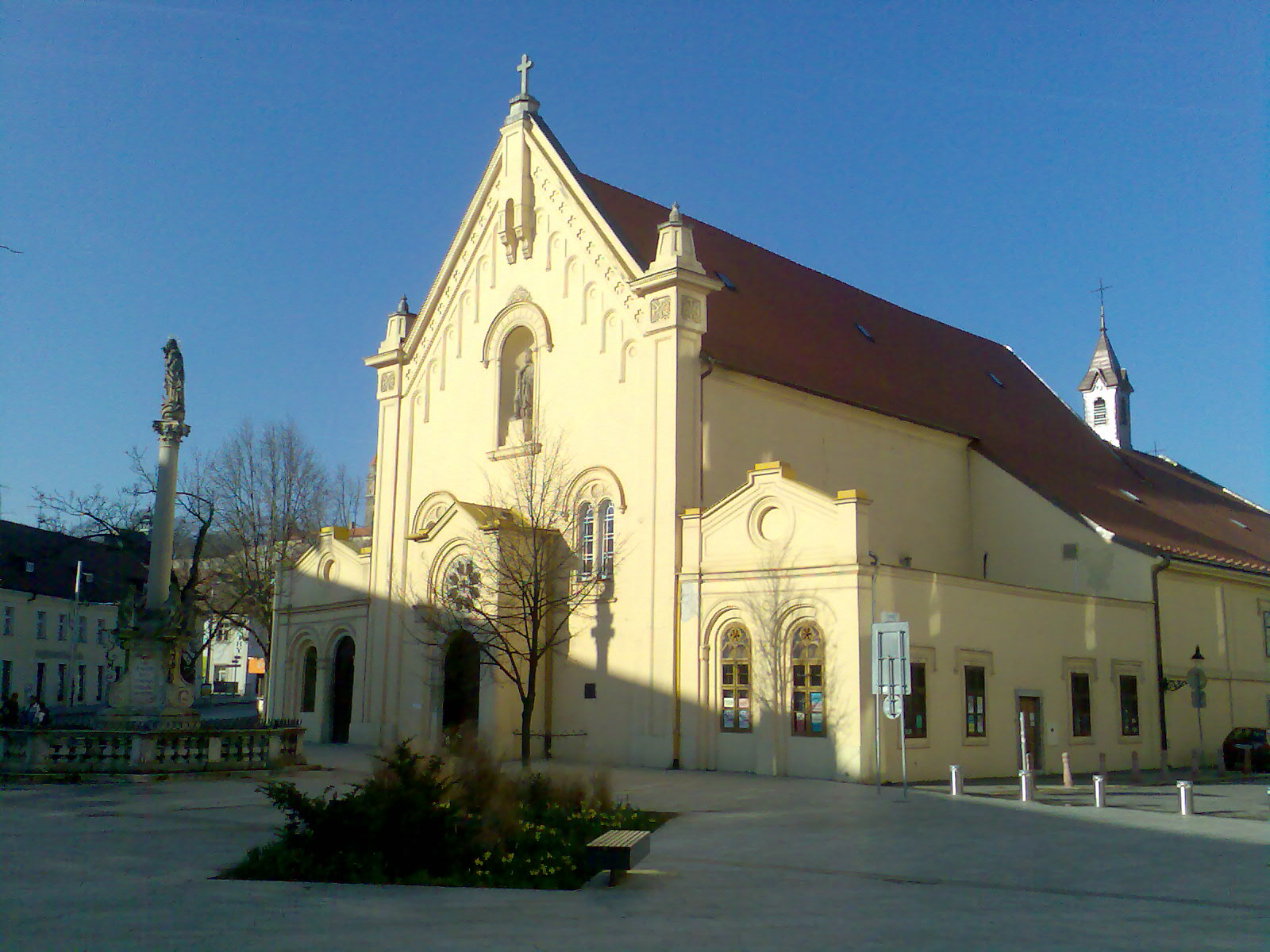
Celkový pohled na Kostel svatého Štěpána s mariánským sloupem před hlavním vstupem

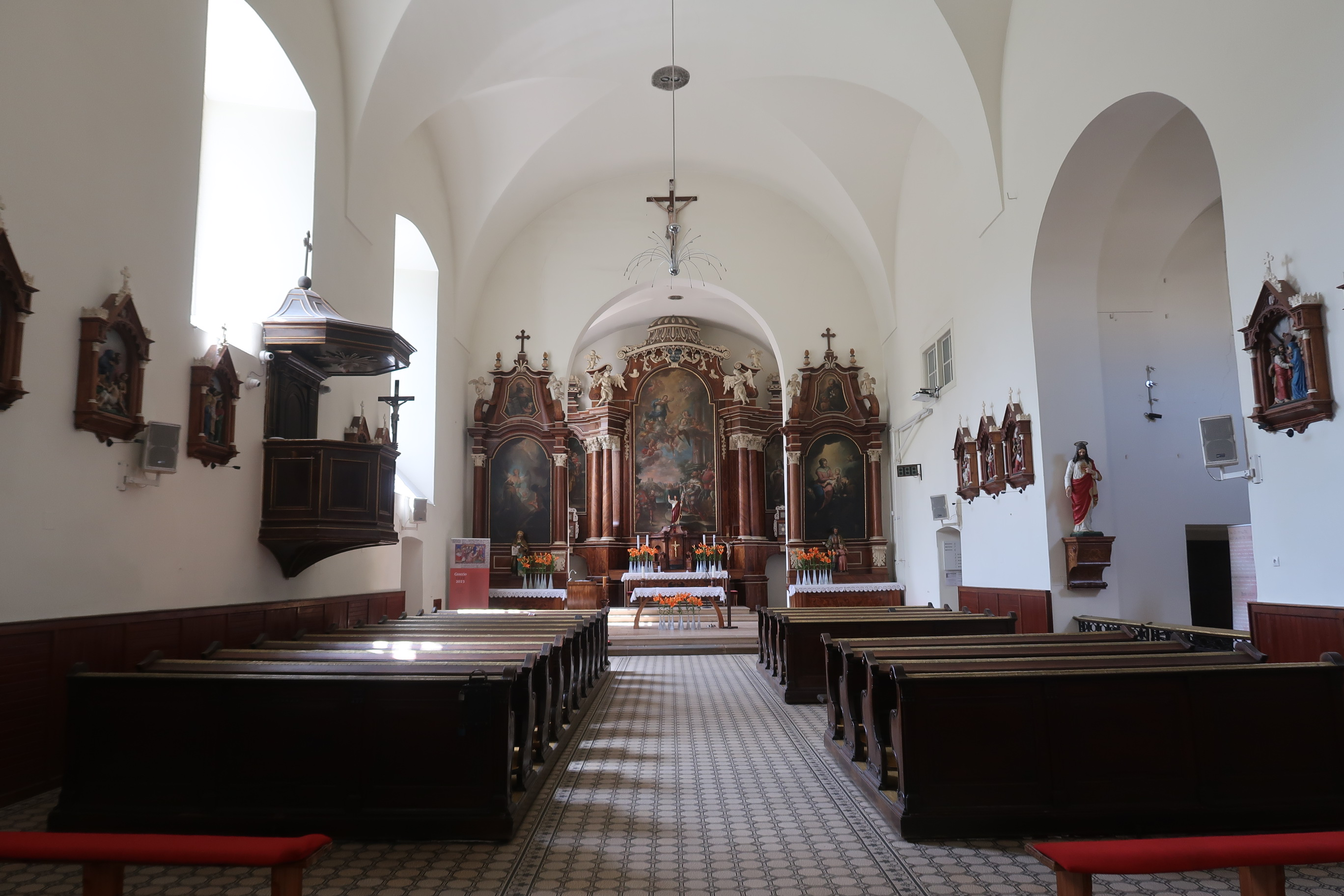
Interiér kostela

V červenci 1676 přišli z Vídně do tehdejšího hlavního města Uherska příslušníci řádu kapucínů. Jejich prvním působištěm byla kaple na dnešní Michalské ulici. Následujících pětatřicet let zde konali bohoslužby a jiné duchovní činnosti. Jako kazatelé působili kromě toho u milosrdných bratří, u voršilek i v dalších farnostech; obětavou službu konali během morových epidemií.
V roce 1698 získali koupí pozemek na východní straně Bratislavského hradu od baronky Ghillányiové, který v následujícím roce darem sousedících pozemků od hraběnky Czoborové značně zvětšili. Díky dobrodinství Eleonory Terezie, hraběnky de Strattmanna a Payerbach, mohla stavba kapucínského kostela a kláštera na dnešním místě začít (v chóru si je možno dosud všimnout pamětní tabule s německým nápisem - v překladu: "Modlete se za nehodnou zakladatelku Eleonoru Terezii. 1709"). Základní kámen kláštera byl položen 17. prosince 1708 a již koncem září následujícího roku byl hotov chór s malou věží, sakristie a přilehlé oratorium. 3. října 1709 se konala první mše, kterou sloužil uherský primas kardinál Christian August Saský. Stavba, kterou vedl řádový páter Ján Damascena (vl. jménem Johann Wersal, † 25.4.1744 ve Vídni) z Vídeňského Nového Města, pokračovala až do roku 1712, kdy se do nově otevřeného kláštera stěhovali řeholní bratři.
Základní kámen kostela byl položen 20. prosince 1711. V roce 1717 byl kostel hotový a 6. června ho vysvětil nitranský biskup Ladislav Adam Erdödy.
V roce 1727 byl klášter rozšířen směrem do Kozí ulice a Pálffyovské zahrady. K sakristii byl přistavěn knihovní sál. Přístavby financoval primas Imrich Eszterházy, velký příznivec kapucínské řehole.
V roce 1735 byl kostel na spadnutí, protože povolily základy (stál totiž na bahnité půdě). Proto nechal arcibiskup Imrich Eszterházy na vlastní náklady od základu zrestaurovat kostel pod podmínkou, že kapucíni převezmou správu kaple sv. Jana Almužníka v katedrále svatého Martina. Kapucíni část kostela zbořili a přestavbou pověřili vojenského inženýra Donata Felice Aglia, jenž v letech 1736 - 1737 budovy staticky zajistil a kostel dostavěl spolu se stavitelem - kapucínským řádovým bratrem Bertholdem (vl. jménem Ferdinand Ziegerhoffer, † 12.5.1763 v Tatě), který v kostele postavil také hlavní oltář.

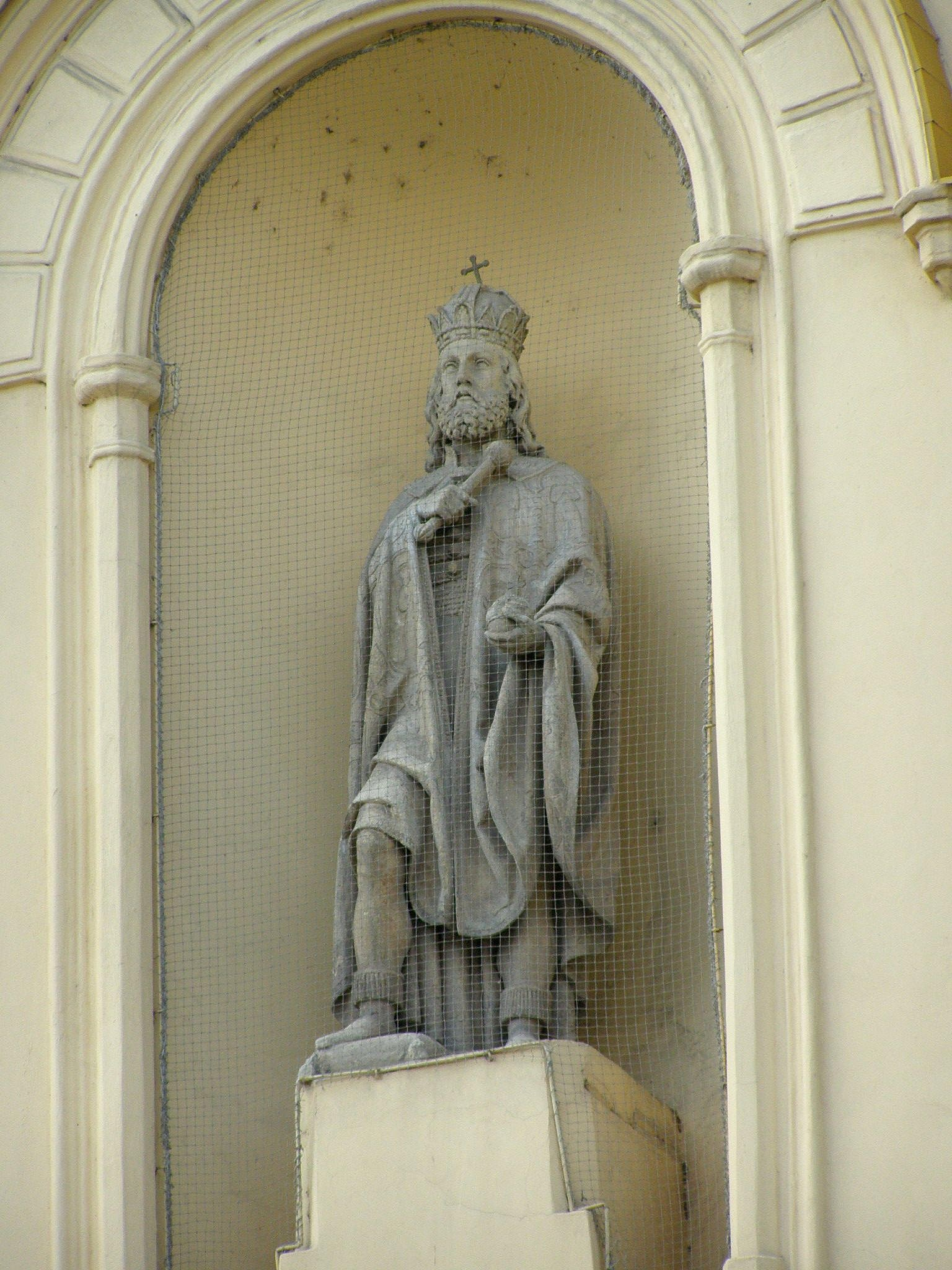
Socha patrona kostela v nice na průčelí, dílo Antona Brandla

V roce 1737 František Portenhauser, pod dohledem arcibiskupa Imricha Eszterházyho, dokončil stavbu kláštera, přičemž nechal postavit ještě dva trakty se sakristií a knihovnou. U brány byl postaven nový trakt s pěti celami pro domácí a cizince. V zahradě vznikl lazaret.
V roce 1779 dostal kostel nové lavice, v letech 1819 - 1824 byl vybudován chór, na kterém Juraj Klokner postavil nové varhany.
Významnou přestavbou byla neoslohová úprava čelní fasády v letech 1860 - 1861 bratislavským stavitelem Ignácem Feiglerem ml. čímž nabyla romantického vzhledu. Tehdy byla do niky na průčelí umístěna kamenná socha patrona kostela (dílo bratislavského sochaře Antona Brandla), která nahradila původní malby. Roce 1892 byla v interiéru kostela umístěna křížová cesta s reliéfy od hornorakouského řezbáře M. Gaiga (podle kreseb prof. Kleina). V devatenáctém století se realizovala výmalba interiéru, která však narušila jeho původní jednoduchost.
V roce 1895 proběhla restaurace kostela. V té době bylo v bratislavském klášteře i studium teologie.
Další oprava kostela se uskutečnila po požáru v roce 1913. Ve druhé polovině 20. století došlo k několika úpravám interiéru (dřevěné obložení stěn, doplnění historizujícím mobiliářem aj.).
V letech 1867 - 1895 byla opravena krypta, která byla později zasypána; dnes neznáme ani její vchod ani osud pohřbených těl. Podle dostupných údajů by v ní mělo být pohřbeno více než 200 lidí, mezi nimi například malíř Anton Rosier a český kníže a vojevůdce Jan Jiří Kristián z Lobkowicz.

## Architektura kostela
Kostely kapucínů vůbec mají mezi sakrálními stavbami osobitý charakter. Kapucíni - reformovaná větev františkánského řádu, přísně dodržovali požadavek řeholní chudoby vytyčenou svatým Františkem z Assisi a aplikovali ji i na formu svých chrámů. Jejich kostely byly bez věže: do ulice se obracely jednoduchou štítovou, tektonicky nečleněnou fasádou. Zaklenuty byly valenou klenbou s lunetami. Vnitřní stěny byly hladké, tektonicky nečleněné, natřené bílou barvou, od níž se dobře odrážely skromné sloupové tmavohnědé oltáře. Na rozdíl od polychromovaného a bohatě zdobeného vnitřního zařízení jiných kostelů byly kapucínské oltáře pokryty ořechovým fládrováním, které mohla oživovat jen světlejší intarzovaná ornamentika a patky a hlavice sloupů v barvě slonové kosti.
Strohý charakter a výtvarná jednoduchost kapucínských kostelů koresponduje s pastoračními cíli tohoto řádu a s jejich úsilím vést věřící k prohloubenému vnitřnímu životu podle evangelia. Rozšíření chrámového prostoru o vedlejší prostory, o jednu boční kapli umožňující individuální pobožnost a o zpovědní místnosti, které umožňují vnitřní soustředění věřících připravujících se na zpověď. Vůči středověkým kostelům žebravých řádů, kde chórové lavice stály před hlavním oltářem, v kapucínských kostelech se umisťovaly za hlavní oltář do zvláštního oratoria spojeného s presbytářem do jednoho celku. Oba prostory odděluje jen mohutná barokní architektura hlavního oltáře umělecky ztvárněná na přední i na zadní straně. Ve smyslu přísné klauzury opticky oddělovala klášterní prostor od kostela přístupného laikům, ale zároveň propouštěla hlasy a zpěv bratrů odbývajících předepsané hodinky, což má na návštěvníky kostela působit jako strhující příklad.

### Exteriér kostela
Stavba kostela je situována ve směru jihovýchod-severozápad. Podlaha kostela se nachází hluboko pod úrovní okolního terénu. Jednolitá fasáda průčelí bez vertikálního členění je zakončena strmým štítem. Portál je řešen formou představěné předsíně, s výrazným rozetovým oknem, zakončeným sedlovou stříškou; nad předsíní je nika s kamennou sochou patrona kostela (dílo bratislavského umělce Antona Brandla).

### Interiér kostela
Jednolodní kostel svatého Štěpána je zaklenut valenou klenbou s lunetami. Loď je od presbytáře oddělena vítězným obloukem. Zajímavým interiérovým stavebním prvkem je oltářní architektura oddělující presbytář od oratoria bratrů. Po pravé straně kostela je kaple a sakristie, po levé straně je klášterní chodba.
Do kostela se vstupuje přes představěnou předsíň. Nad vchodem do lodi kostela se nachází latinský nápis ve formě chronogramu z roku 1860 (v překladu): "Hle! Mírumilovným otevírám bránu k těmto serafínským celám, které byly znovu vybudovány z Boží přízně a z vrozené lásky krále Františka Josefa."
Vnitřní zařízení kostela (lavice, oltáře, kazatelna) je z tmavě mořeného dřeva, zdobeného intarziemi (typický jev v kapucínských kostelech západního Slovenska). Bratr Berthold, jenž dokončil výstavbu klášterního komplexu, postavil i hlavní oltář v kostele.

### Hlavní oltář
Hlavní oltář svatého Štěpána z roku 1737 tvoří mohutná barokní architektura, oddělující svatyni od oratoria, výtvarně řešena z obou stran. Monumentální oltářní obraz (vytvořený v roce 1737) je pravděpodobně dílem řádového bratra Udalricha z Welsu (vl. jménem Thomas Wimberger, † 19. 7. 1743 v Budíně).

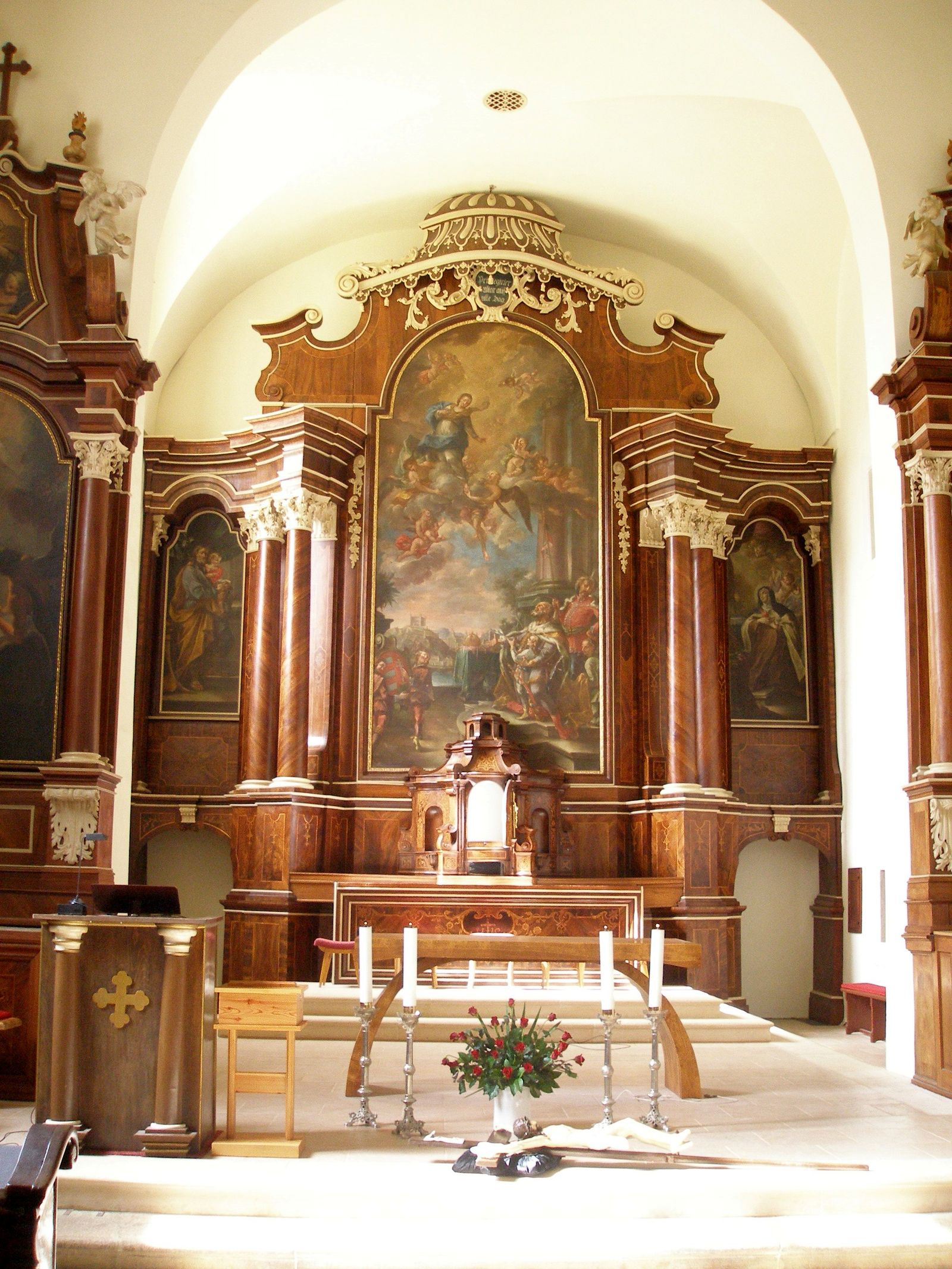
Hlavní oltář s obrazem od řádového bratra Udalricha z roku 1737

Obraz znázorňuje prvního uherského krále Štěpána I. dávajícího Panně Marii do ochrany svého syna Imricha a Uhersko, symbolicky vyjádřené na podušce ležící královskou korunou.
Obraz je zajímavý i z architektonického hlediska: zachycuje totiž siluetu dobové Bratislavy s jejími významnými stavbami, mimo jiné s hradem, dómem a radnicí. Předpokládá se, že zobrazení Bratislavy nebylo náhodným popudem. Bratislava byla již od roku 1563 korunovačním městem, čímž jí chtěl autor obrazu vzdát hold a současně zdůraznit její význam zachycením staveb symbolizujících tři složky tehdejší společnosti - moc panovníka, církevní vrchnost a městskou správu.
Výjevy na bočních obrazech hlavního oltáře představují svatého Josefa a svatou Terezii z Avily.

### Boční oltáře
Boční oltáře svatého Františka z Assisi a svatého Antonína Padovského (z roku 1737) stojí po stranách vítězného oblouku a mají stejné sloupové architektury. Oltářní obrazy - Stigmatizace svatého Františka a Vize svatého Antonína - namaloval Anton Karol Rosier, žák G. R. Donnera. V oltářních nástavcích se nacházejí obrazy Svatý Fidelius s knihou a andělem (na oltáři sv. Františka) a Svatý Felix s andělem (na oltáři sv. Antona).
V lodi v nice stojí oltář svatého Kříže (z roku 1737), který tvoří barokní sloupová architektura s ústředním obrazem a křížem s korpusem. Zhotovit ho dal Karel Zichy. Pendantem toho oltáře je oltář svatého Fidelia ze Sigmaringenu, mučedníka a světce řehole kapucínů. Oltář pochází z roku 1749 a má sloupovou architekturu. Oltářní obraz Smrt svatého Fidelia namaloval kapucínský páter Norbert z Vídně (vl. jménem Johann Baumgartner, † 29.9.1773 ve Vídni). Od téhož autora jsou i obrazy řeholních svatých a dva skříňové relikviáře z 1. poloviny 18. století.
Oltář Panny Marie (z roku 1742) v pravé boční kapli má barokní sloupovou architekturu, ale socha Panny Marie s Ježíškem vznikla až v 20. století. Pod nikou je umístěn oválný obraz svatého Jana Nepomuckého.
K dalším památkám kostela patří cyklus osmi velkých obrazů v lodi, které znázorňují Kristovo utrpení (dílo bratra Udalricha), dva skříňové a dva pyramidální relikviáře v rokokovém rámu, pozdně křtitelnice z 18. století, barokní oratorium za hlavním oltářem, křížová cesta z roku 1892 (dílo hornorakouského řezbáře M. Gaiga).
V roce 1725 byl na prostranství před kostelem vztyčen sloup s barokní sochou Immaculaty, který původně stál od roku 1723 před nedaleko stojícím župním domem.

## Zajímavost
Kostel svatého Štěpána v Bratislavě je jediným kapucínským kostelem zasvěceným tomuto světci v celém bývalém Uhersku.